# النسوة المتعالمات (مسرحية)

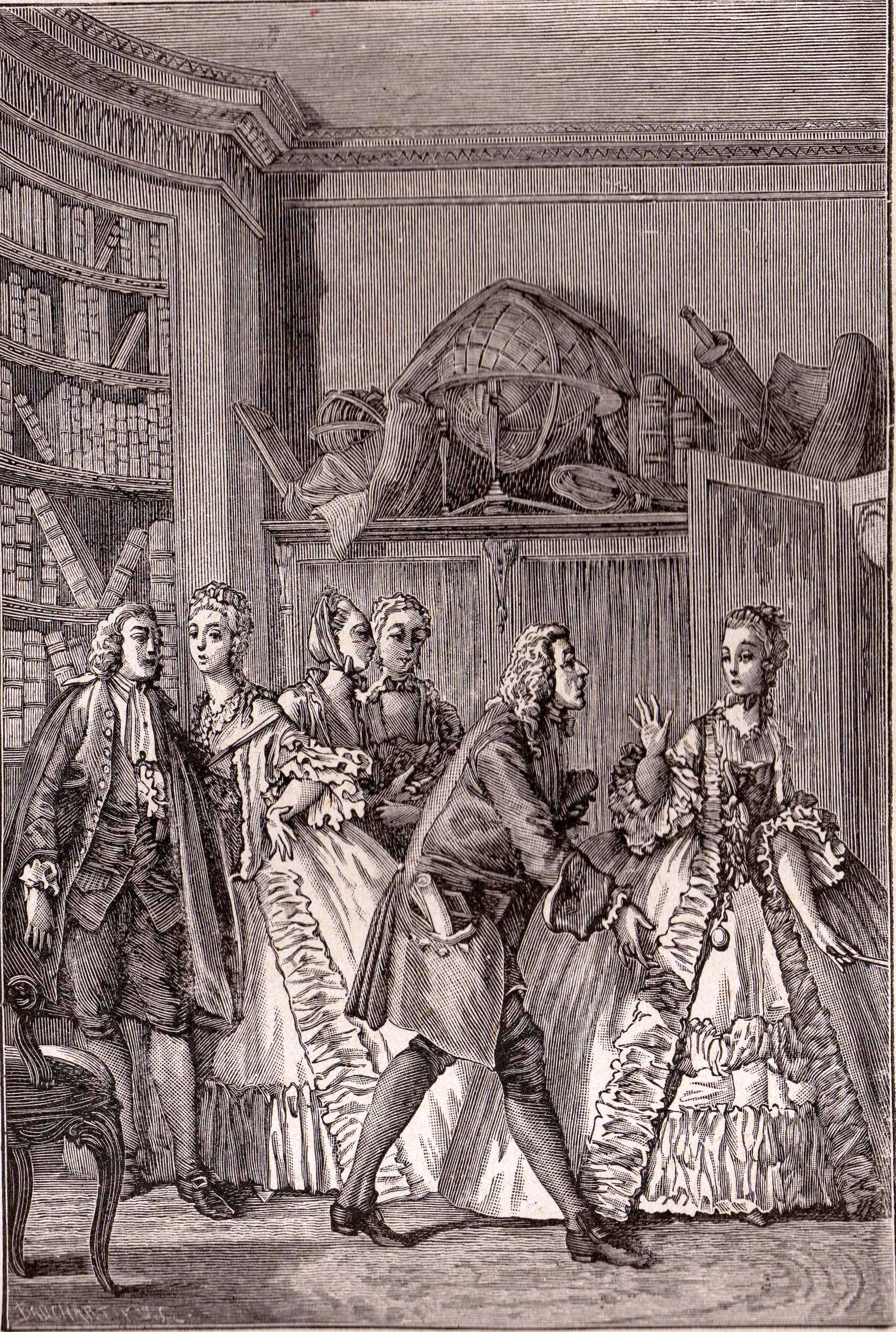
«النسوة المتعالمات» - رسمة لـ Jean-Michel Moreau

النِّسوة المتعالمات (عام 1672 م) مسرحية هزلية شعرية في خمسة فصول للشاعر الفرنسي موليير.
سخر فيها مما شاع عند بعض النِّسوة في عصره من تحذلق ونزوع إلى التفلسف والتظاهر بالمعرفة.